# Quinta de Nossa Senhora da Piedade (Jardim do Mar)
A Quinta da Nossa Senhora da Piedade, também conhecida como Quinta da Piedade e Solar da Piedade, é uma quinta com solar, localizada no Jardim do Mar, na Ilha da Madeira, Portugal. Foi fundada no século XVI pelo morgado João do Couto Cardoso. A primeira revisão do Plano Diretor Municipal da Calheta, publicada em 16 de janeiro de 2013, reconheceu este imóvel como bem cultural no âmbito do património edificado, com a classificação de Imóvel de Interesse Municipal.

## Características
A Quinta da Piedade ou Solar de Nossa Senhora da Piedade é uma antiga casa senhorial com capela adossada, distinguindo-se na paisagem envolvente pela sua volumetria e cor. Constitui-se como importante memória da freguesia do Jardim do Mar, remontando ao tempo do seu povoamento. Serviu de residência dos últimos morgados do Jardim do Mar, vínculo instituído no século XVI.
Em 1722, no topo do altar da capela encontrava-se um túmulo, edificado pelo seu fundador, com o epitáfio "Aqui Jaz Francisco do Couto Cardoso fundador do morgado do Paul", e num outro túmulo, fronteiro a este, lia-se o seguinte letreiro: "E sua mulher a senhora Donna Joanna de Leminhana". No pavimento da capela encontrava-se a sepultura de seu pai, na qual somente se podia ler "Sepultura de João Anes do Couto", por estar o mais que contém gastado.

## História
O vínculo dos Coutos Cardosos do Jardim do Mar foi criado por Francisco do Couto Cardoso, pelo testamento com que faleceu a 8 de Maio de 1542, transmitindo-se pela linha primogénita. Era filho de João Anes do Couto, e de sua mulher Guiomar Nunes, filha esta de Nuno Gonçalves Cardoso, dos Cardosos de Besteiros e Midões.
Francisco Álvares Homem, antigo habitante do Jardim do Mar e conhecido por “Pirata do Jardim” já que teve autorização do Rei D. João IV para defender a Rota do Brasil até cem léguas da ponta do Jardim contra a pirataria e o corso holandês, aumentou o solar e também reparou a capela.
Em 1722, nas suas Memórias Seculares e Eclesiásticas, Henrique Henriques de Noronha dá conta da ermida de Nossa Senhora da Piedade, então no território da recentemente criada freguesia do Paul do Mar, sendo seu padroeiro Francisco Luís de Vasconcelos Bettencourt Machado, o qual também ali possuía "hũas boas cazas, solar da sua baronia de Coutos, ou Cardozos".
Em 1736 estaria em ruínas, tendo então sido restaurada por João do Couto Cardoso e ampliada pelos senhores da Casa em 1823.
Mais tarde em 1825 foi reedificado pelo seu sucessor, Francisco João de Vasconcelos de Couto Cardoso.
Durante o período de reconstrução da igreja, a Capela morgadia de Nossa Senhora da Piedade, servira de sede paroquial. Nela se observava uma pequenina imagem de Santo António, esculpida sobre uma lasca de basalto proveniente de uma derrocada que poupou a vida a um caminhante.
A sucessão da casa passou a Luís de Vasconcelos do Couto Cardoso Beliago Esmeraldo de Bettencourt e Silva, irmão do primogénito e último a usar alguns dos apelidos familiares que, a juntarem-se a outros, sublinham o percurso histórico e social de uma progénie que se radicou na ilha da Madeira, no tempo do rei D. Manuel.
O último morgado do Jardim do Mar foi cidadão benemérito da vila da Ponta do Sol, a quem deu água, como recorda uma lápide colocada no fontenário da vila, junto da igreja paroquial.
A escritora Luzia (1875-1945) viveu no Solar de Nossa Senhora da Piedade, deixando registo dos tempos que passou no Jardim do Mar em ‘Almas e terras por onde eu passei’, publicado em 1936. Luzia fora casada com Francisco João de Vasconcelos do Couto Cardoso (1870-1928), filho do último morgado do Jardim do Mar.
Até ao final da década de 2000, o solar esteve na posse dos herdeiros de Francisco João de Vasconcelos do Couto Cardoso (1918-1993). Em 2008, o Governo Regional da Madeira iniciou o processo de expropriação do imóvel, com o objectivo de aí instalar um centro comunitário para a terceira idade, tendo os herdeiros removido o seu recheio no início de Janeiro de 2009.

### Estado actual
Na década de 2000, o Governo regional da Madeira adquiriu o imóvel, embora sem lhe dar uso nem tratar da sua conservação.  Em Abril de 2017 a quinta encontrava-se abandonada, com os telhados danificados, grandes fissuras nas paredes e muitas vidraças partidas, tendo a propriedade sido invadida pelo matagal. Em Março de 2018 o Diário de Notícias dava igualmente conta do eminente estado de ruína em que se encontra o imóvel.

## Classificação
Foi classificado, em 1977, como imóvel de interesse municipal do Património Cultural da Região Autónoma da Madeira, quando ainda pertencia aos herdeiros dos morgados do Jardim do Mar, sendo então um dos mais antigos solares madeirenses na posse dos descendentes dos primeiros fundadores.

A primeira revisão do Plano Diretor Municipal da Calheta, publicada em 16 de janeiro de 2013, veio a reconhecer este imóvel como bem cultural no âmbito do património edificado.